# Gush Emunim

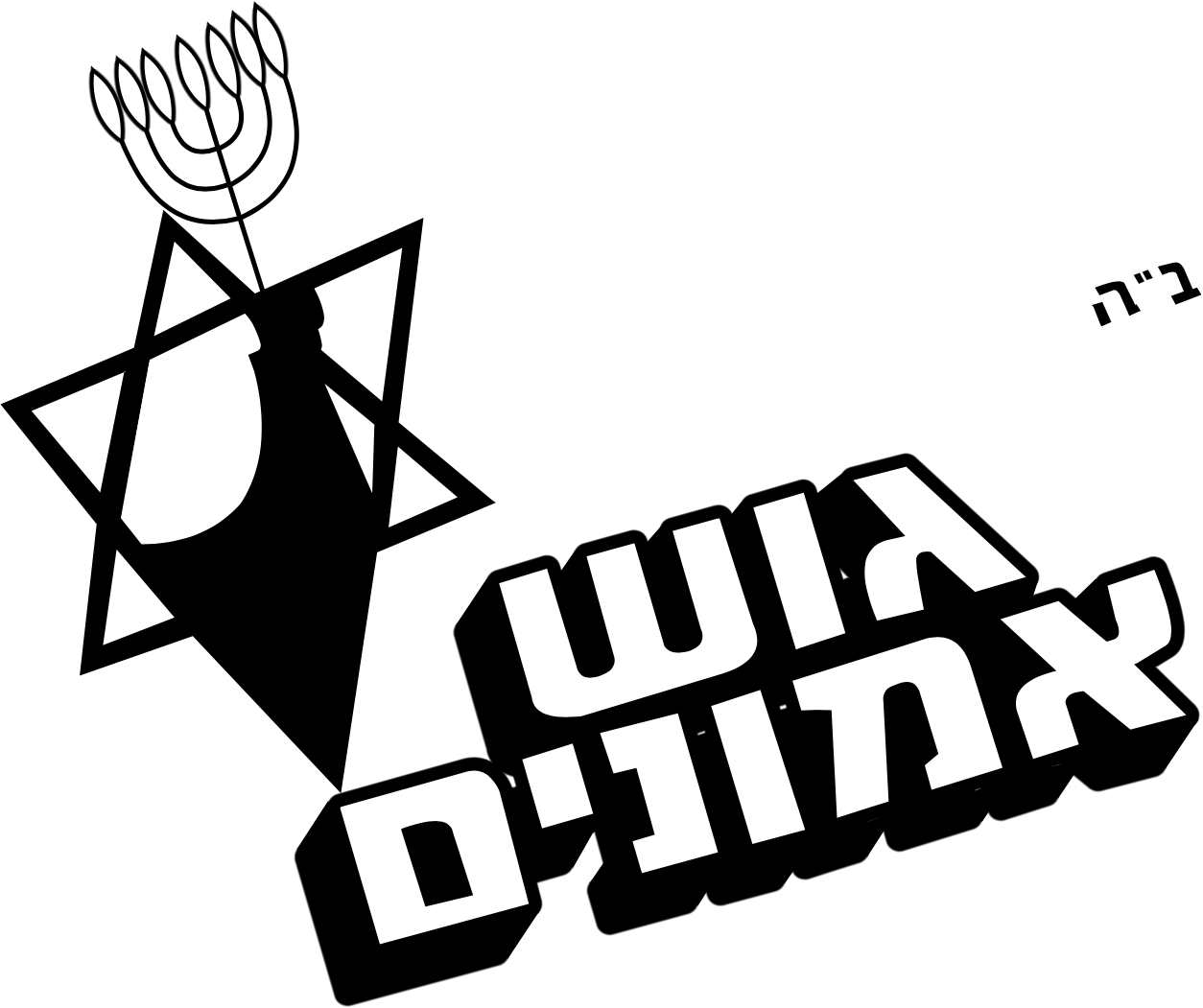
Logotip de Gush Emunim.

Gush Emunim (en hebreu גּוּשׁ אֱמוּנִים, 'Bloc dels creinets') va ser un moviment polític fonamentalista, teocràtic i messiànic israelià creat per tal d'establir colònies jueves a Cisjordània, a la franja de Gaza i als alts del Golan basant-se en la creença que, segons la Torà, aquestes terres havien estat donades per Déu al poble jueu.

## Història
Gush Emunim va sorgir després de la Guerra dels Sis Dies del 1967 per tal d'afavorir la colonització de les terres conquerides, però no va ser fundat formalment fins al 1974, a la fi de la Guerra de Yom Kippur, per seguidors de les ensenyances del rabí Abraham Isaac Kook i del seu fill Zvi Yehuda Kook.
Aquestes ensenyances preconitzen que els sionistes laics, amb les seves conquestes en Terra d'Israel, han generat involuntàriament l'inici de l'era messiànica que ha de culminar amb l'arribada del propi Messies, arribada que es pot accelerar amb l'assentament de jueus sobre aquesta terra que creuen que Déu els ha destinat. L'organització va donar suport als intents de coexistir amb la població àrab, rebutjant les transferències de població proposades per Meir Kahane i els seus seguidors.
El 1976 es va fundar Amana, el braç armat de Gush Emunim, que aviat es va independitzar i continua actiu avui dia.
Encara que el moviment ja no existeixi oficialment en l'actualitat, els vestigis de la seva influència són perceptibles a la societat israeliana, ja que va estar estretament associat amb el Partit Nacional Religiós, influint-lo fortament, així com amb l'Agència Jueva. Avui en dia els seus seguidors són coneguts com a Ne'emanei Eretz Yisrael (נאמני ארץ ישראל, 'Els qui són fidels a la Terra d'Israel').